# Органічні добрива
Органічні добрива — добрива, що містять елементи живлення рослин переважно у формі органічних сполук. До них належать гній, компости, торф, тирса, солома, зелене добриво, мул (сапропель), промислові та господарські відходи, біовугілля та інші.

## Склад
Органічні добрива містять азот, фосфор, калій, кальцій та інші елементи живлення рослин, а також органічні речовини, які позитивно впливають на властивості ґрунту.
Органічні добрива складаються з речовин тваринного і рослинного походження, які, розкладаючись, утворюють мінеральні речовини, при цьому в приземний шар виділяється діоксид вуглецю, необхідний для фотосинтезу рослин. Крім того, органічні добрива благотворно впливають на водне і повітряне живлення рослин, сприяють розвитку ґрунтових бактерій та мікроорганізмів, які живуть в симбіозі з корінням овочевих культур і допомагають їм отримати доступні поживні елементи. До органічних добрив належать гній, торф, компост, пташиний послід та інші матеріали.
Стимулюючий ефект органічних добрив значно підвищується, якщо виготовити з них дрібнодисперсний порошок.

## Види органічних добрив

### Гній
Це найцінніше органічне добриво. У гною різних тварин в середньому міститься (%): води 75, органічної речовини 21, загального азоту 0,5, засвоюваного фосфору 0,25, окису калію 0,6. Якість гною залежить від виду тварини, її корму, підстилки та способу зберігання. Так, при годівлі свиней використовують багато концентратів, тому гній відрізняється високим вмістом азоту, а в раціоні жуйних тварин присутні грубі корми — в їх гною більше калію.
Найкращий підстилковий матеріал для гною — торф, однак частіше використовують солому чи тирсу. Кінський гній на солом'яній підстилці незамінний на холодних глинистих ґрунтах. Його найкраще використовувати як біопаливо для парників. Гній великої рогатої худоби зігрівається гірше, ніж кінський, тому що в ньому міститься більше води. Але цей гній незамінний на легких ґрунтах. Свинячий гній відрізняється кислою реакцією, при його використанні треба додавати вапно. У кролячому гної виявлені всі необхідні для рослин речовини. Його цінність збільшується при змішуванні з гноєм інших тварин і пташиним послідом. Гній нутрій за хімічним складом та фізичними властивостями різко відрізняється від гною інших тварин, тому його можна використовувати тільки в перебродженому вигляді, а ще краще додавати в компости. Компостну купу можна періодично поливати насиченим розчином гною нутрій, але щоб запобігти втраті азоту, необхідно додавати суперфосфат (1,5-2 кг на 100 кг компосту). Навесні наступного року такий компост можна вносити в ґрунт.
Розрізняють чотири стадії розкладання гною. У свіжого гною колір і міцність соломи змінюються незначно. Вода при його промиванні набуває червонуватого або зеленого відтінку. У напівсперепрілого гною солома стає темно-коричневою, втрачає міцність і легко розривається. Водний розчин темного кольору. Гній у цій стадії втрачає 30 % початкової маси. Перепрілий гній являє собою чорну мастку масу. Солома розкладається повністю, гній втрачає 50 % маси. Перегній — пухка землиста маса. У цій стадії розкладання втрати початкової маси досягають 75 %.
Гній у стадії меншого розкладання вносять восени, більшого — навесні. Свіжий гній використовувати небажано. Якщо гною недостатньо, то його доцільно вносити в менших дозах, але на велику площу, наприклад в лунки. На холодних ґрунтах гній закладають на глибину 10-15 см так, щоб зверху він був прикритий землею, на теплих, швидко просихають — на повну глибину оброблюваного шару. Гнійна рідота (рідка частина гною великої рогатої худоби) — азотно-калійне добриво. Через малий вмісту фосфору в гнойову рідину корисно додавати суперфосфат (15 г на 1 л). Це добриво використовують для рідкої підгодівлі, для чого його розбавляють водою [1: (4 …5)], а також для приготування торфогнойового компосту. Коров'як (водний настій коров'ячого калу) досить часто застосовують для рідкої підгодівлі, розбавляючи водою (1:6 або 1:10). Розчин зазвичай готують в дерев'яному посуді. Якщо розчин залишають для бродіння, то з нього швидко випаровується азот, тому перед вживанням додають сірчанокислий амоній (10-20 г на 10 л).

### Пташиний послід
За хімічним складом пташиний послід належить до числа найкращих видів органічних добрив. Найціннішим вважається курячий і голубиний послід, менш цінним — качиний і гусячий. При частому внесення посліду в ґрунті накопичується азот в нітратній формі, тому дане добриво найкраще закладати восени, рівномірно розподіляючи по всій площі. Але найефективніший пташиний послід при використанні в рідкій підгодівлі. Для приготування розчину ємності наполовину заповнюють послідом, потім заливають водою, закривають кришкою і настоюють 3-5 діб. Далі розчин вдруге розбавляють водою (1:10).

### Торф
У торфі міститься не дуже багато доступних для рослин поживних елементів, але зате він збільшує вміст гумусу і покращує структуру ґрунту. Темний колір торфу сприяє поглинанню тепла та швидкому прогріву ґрунту.
За ступенем розкладання розрізняють кілька видів торфу. Верховий відрізняється слабким ступенем розкладання рослинних залишків і високою кислотністю. Низинний характеризується високим ступенем розкладання і меншою кислотністю. Перехідний торф займає проміжне положення між ними.
Торф збирають в болотах, потім розкладають для провітрювання або закладають у компостну купу. Вносять торф у будь-який час року, навіть взимку по снігу. Але не можна забувати, що до нього необхідно додавати вапно. На городі торф найкраще додавати в компости, а також у ґрунтові суміші для вирощування розсади та захищеного ґрунту.

### Мул
Мул накопичується на дні ставків, озер, річок. У ньому багато перегною, азоту, калію і фосфору. Після нетривалого провітрювання мул можна успішно використовувати на піщаних ґрунтах (3-9 кг на 1 м²).

### Фекалії
Фекалії багаті мінеральними речовинами, які легко засвоюються рослинами. Однак фекалії, що знаходяться у вигрібних ямах, швидко розкладаються, з них швидко випаровується азот. Для найкращого збереження азоту на дно вигрібної ями насипають торф шаром 20-25 см. Потім фекалії перешаровують невеликою кількістю торфу. У результаті не тільки зберігається азот, але і зникає смердючий запах. Перед застосуванням як добрива фекалії компостують, щоб знезаразити від глистів, яйця яких гинуть при температурі 45-50 °С.

### Деревна тирса і кора
Тирса — дешеве органічне добриво, яке може суттєво підвищити родючість ґрунту, поліпшити його повітропроникність і вологоємність. Лише вносити їх слід не в свіжому вигляді, а в перепрілому або в суміші з іншими матеріалами. Для прискорення процесу розкладання тирсу складають у купи, змочують водою, гнойовою рідиною. Можна змішати їх з опалим листям та рослинними рештками. Корисно перешаровувати тирсу землею. Протягом літа купу двічі перелопачують, додаючи накопичені рослинні залишки і нітрофоску. Через те що тирса має кислу реакцію, до неї додають вапно або крейду (120—150 г на одне відро).
Деревну кору (відходи деревообробної промисловості) перед використанням компостують. Кору вологістю 75 % подрібнюють на шматочки завдовжки 10-40 см, складають у купи і вносять мінеральні добрива (1 кг на 100 кг): аміачної селітри 0,9, сечовини 0,7, натрієвої селітри 2, суперфосфату 0,2, сульфату амонію 1,5. Купу періодично перемішують і зволожують. Через 6 місяців компост готовий до використання.

### Сидерати
Це органічне добриво, що являє собою рослинну масу одно-або багаторічних бобових рослин, заораних в ґрунт (ярого гороху, ярої вики, кормових бобів, люпину, сераделу), а також фацелії, гречки, соняшнику та інших. За своєю дією сидерати майже рівноцінні свіжому гною. Поживні елементи, що містяться в рослинній масі сидератів, потрапляючи в ґрунт і поступово розкладаючись, переходять в доступний стан для наступних культур, а органічна сидеральна речовина сприяє відновленню ґрунтової структури. Деякі сидеральні культури (люпин, гречка, гірчиця) збільшують розчинність і доступність для рослин малорухомих ґрунтових фосфатів, а люпин може використовувати важкодоступні форми калію.
У залежності від ступеню виснаження ґрунту сидерати вирощують на ділянці все літо, або як проміжну культуру. Наприклад, їх висівають після збирання ранніх овочів. Іноді висівають озимий горох або озиму вику, навесні після цвітіння масу привалковують або скошують і приорюють, далі ділянку вирівнюють і проводять посів. На городі сидерати висівають суцільними рядами (ширина рядів 60—90 см, міжрядь 15 см). Глибина закладення однорічних бобових культур 5-6 см, багаторічних — 3-4 см. Обов'язкове післяпосівне привалковування, особливо багаторічних трав. Догляд за сидератами не потрібний, але при поливі вони ростуть краще.

### Компост
Компости готують з різних органічних матеріалів. Рослинні залишки, не уражені шкідниками та хворобами, фекалії, пташиний послід, гній і інші матеріали складають у пухку купу (штабель) на рівній поверхні, перешаровуючи дерновою землею або торфом. Основою купи служить підстилка з листя, тирси або торфу шаром 10-12 см. Періодично купу зволожують водою або розчином добрив, через 40-50 діб компост перемішують, а коли його температура досягне 60 °С — ущільнюють.
Влітку компостну купу захищають від сонця, на зиму вкривають землею або тирсою шаром 30-40 см. Через 8-11 місяців компост можна використовувати. Бур'яни із дозрілим насінням, компостують окремо, бо насіння зберігає схожість п'ять і більше років. Насіння будяка може зберігати свою схожість більше десяти років.

### Гумус
Вермітехнологія — вирощування компостних дощових черв'яків на різних субстратах у різних екологічних умовах, з метою виробництва та накопичення їх екскрементів (копролітів або біогумусу) та біомаси черв'яків. Використання вермітехнології на науковій основі є серйозною альтернативою існуючим технологіям утилізації всіх органічних відходів: гній тварин, пташиний послід, відходи деревообробної, целюлозно-паперової, рибної, м'ясної і харчової промисловості, відходи овочевих баз, магазинів, кафе і ресторанів, побутові відходи, осади стічних вод, опади очисних споруд тощо.